# Caius Luccius Telesinus
Caius Luccius Telesinus est un sénateur romain actif pendant le Ier siècle apr. J.-C.

## Biographie
Il est consul avec Caius Suetonius Paulinus en 66 apr. J.-C. Dans la Vie d'Apollonios de Tyane de Philostrate d'Athènes, Telesinus est décrit comme un consul pieux conversant avec Apollonios de Tyane. Il permet à Apollonios de pénétrer dans les temples de Rome et de faire adopter ses réformes. De plus, Telesinus autorise Apollonios à vivre dans les temples durant son séjour à Rome. Selon Philostrate, Telesinus continue d'étudier la philosophie sous la direction d'Apollonios.
Il est peut être consul une seconde fois avec Néron en avril/juin de l'an 68, comme une inscription semble l'indiquer.